# 수시마 스와라지
수시마 스와라지(힌디어: सुषमा स्वराज, 영어: Sushma Swaraj, 1952년 2월 14일 ~ 2019년 8월 6일)는 인도의 정치인이자 대법원의 변호사였다.  인도 인민당의 연장자 당수인 스와라지는 1차 나렌드라 모디 정부 (2014년 ~ 2019년)에서 인도의 외무장관을 지냈다.  그녀는 인디라 간디에 이어 그 직위를 보유하는 데 2번째 여성이었다.  그녀는 인도 의회 의원으로서 7번, 입법 회의의 일원으로서 3번이나 선출되었다.  1977년 25세의 나이로 그녀는 하리아나주의 최연소 내각원이 되었다.  또한 1998년 짧은 기간 동안 5대 델리의 최고 장관을 지내기도 하였다.
2014년 인도 총선에서 그녀는 2번째 기간을 위하여 마디아프라데시주에서 비디샤 선거구를 이겨 4000,000 개 이상의 투표 차이에 의하여 자신의 의석을 유지하였다.  그해 5월 26일 연합 내각에서 외무장관이 되었다.  스와라지는 미국의 일간신문 월스트리트 저널에 의하여 인도의 "가장 사랑받은 정치인"으로 불렸다.  그녀는 자신이 신장 이식으로부터 회복하여 염증으로부터 안전하게 머물 것을 필요로 하면서 자신의 건강 이유들 때문에 2019년 인도 총선에 나가지 않기로 결정하여 그해 2차 모디 내각에 가입하지 않았다.

## 어린 시절
수시마 샤르마라는 본명으로 현재 하리아나주에 속하는 암발라 병영에서 하르데브 샤르마와 시리마티 락스미 데비에게 태어났다.  그녀의 부친은 국립지원기구의 현저한 일원이었다.  그녀의 부모는 파키스탄 라호르의 다람푸라로부터 건너왔다.  수시마는 암발라 병영에 있는 사나탄 다르마 칼리지에서 교육을 받았고, 산스크리트어와 정치학에서 전공들과 함께 학사 학위를 취득하였다.  그녀는 펀자브 대학교에서 법학을 전공하였다.  하리아나주의 언어국에 의하여 주최된 주립 수준의 경연 대회는 그녀가 최고 힌디어 사용자 상을 3연속 수상한 것을 보았다.

## 경력
1973년 스와라지는 인도 대법원에서 주창자로서 실행하기 시작하였다.  그녀는 1970년대 전인도 학생 회의와 함께 자신의 경력을 시작하였다.  그녀의 남편 스와라지 카우샬은 사회주의 지도자 조지 페르난데스와 가깝게 제휴되었고, 수시마는 1975년 페르난데스의 법적인 국방 팀의 일부가 되었다.  그녀는 활동적으로 자야프라카시 나라이안의 비하르 운동에 참가하였다.  비상사태가 일어난 후, 그녀는 인도 인민당에 입당하였다.  후에 그녀는 인도 인민당의 국가 당수가 되었다.

## 주립 수준의 정치
스와라지는 1977년부터 1982년까지 하리아나주 입법 회의 의원이 되어 25세의 나이로 암발라 병영 회의 의석을 이기고, 그러고나서 1987년부터 1990년까지 다시 이겼다.  1977년 7월 당시 최고 장관 데비 랄에 의하여 인솔된 인민당의 내각 일원으로서 그녀는 선서되었다.  그녀는 1979년 그녀는 인도 인민당 - 로크달 연정 (1987년 ~ 1990년)에서 하리아나주의 교육부 장관이었다.

### 델리의 최고 장관
국내 수준의 정치에서 재직 기간 후에 그녀는 첫 여성 델리의 최고 장관으로서 차지하는 데 1998년 10월 연합 정부로부터 사임하였다.  스와라지는 동년 12월 직위로부터 사임하였다.

## 국가 수준의 정치

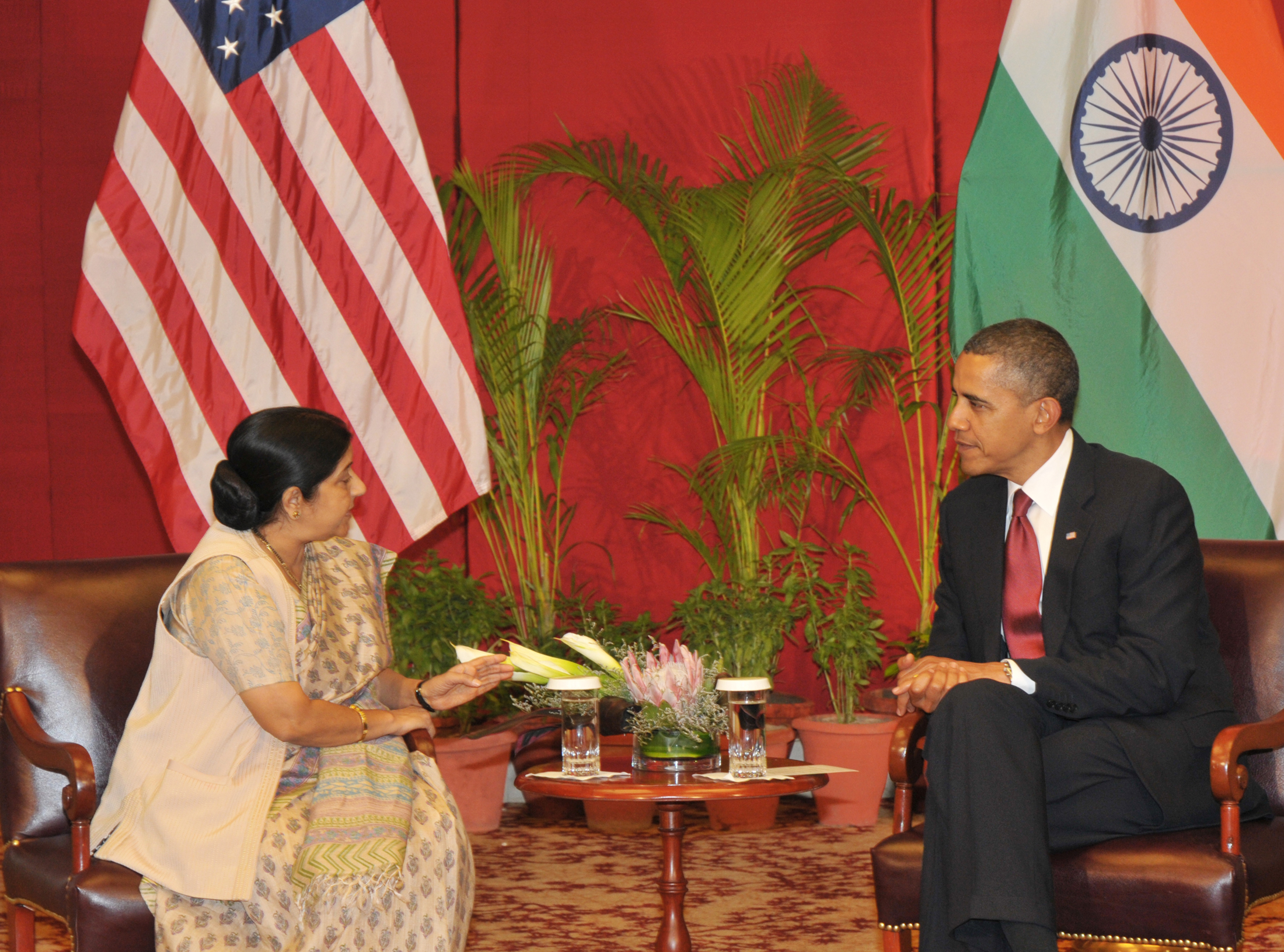
인도를 공식 방문한 버락 오바마 미국 대통령과 회담에서 (2010년 11월 8일)

1990년 4월 스와라지는 라자 사바의 의원으로 선출되었고, 1996년 남부 델리 선거구로부터 11회 로크 사바로 선출될 때까지 거기에 남아있었다.
스와라지는 1996년 4월 선거에서 남부 델리 선거구로부터 11회 로크 사바에 선출되었다.  그녀는 1996년 아탈 비하리 바지파이 총리의 13일간 정부 동안 정보·방송부를 위한 연합 내각 장관이었다.

### 정보·방송과 통신 연합 장관
1998년 3월 2번째 기간을 위하여 남부 델리 의회 선거구로부터 12회 로크 사바로 재선되었다.  2차 바지파이 정부 아래 그녀는 3월 19일부터 10월 12일까지 통신부의 추가적 의무와 함께 정보·방송부를 위한 연합 장관으로 선서되었다.  이 시기 동안 그녀의 가장 주목할 만한 결정은 인도의 영화를 은행의 재정을 위하여 적격으로 만든 영화 제작을 산업으로서 선언하는 것이었다.  그녀는 또한 대학과 다른 학회들에서 공동체 라디오를 시작하기도 하였다.
1999년 9월 인도 인민당은 1951년 ~ 52년 초대 인도 총선 이래 인도 국민회의의 정치인들에 의하여 항상 유지되어 온 카르나타카주에서 벨라리 선거구로부터 13회 로크 사바 선거에서 인도 국민회의의 당수 소니아 간디를 상대로 스와라지를 경연하는 데 후보로 임명하였다.  자신의 선거 운동이 있는 동안 그녀는 지방적 칸나다어에서 공공적 회의를 연설하였다.  그녀는 자신의 선거 운동의 겨우 12일 만에 350,000개의 투표를 확보하였다.  하지만 스와라지는 7%의 차이에 의하여 선거를 패하였다.

### 정보·방송 장관
스와라지는 우타르프라데시주로부터 라지 사바의 의원으로서 2000년 4월 인도 의회로 돌아왔다.  그녀는 그해 11월 새로운 주가 우타르프라데시주로부터 잘라 나올 때 우타라칸드주로 재배치되었다.  그녀는 그해 9월부터 2003년 1월까지 자신이 보유한 정보·방송 장관으로서 연합 내각으로 헌액되었다.

### 연합 보건부 장관
2003년 1월부터 2004년 5월 국민민주동맹이 총선을 패할 때까지 스와라지는 보건·가족 복지와 의회 정세부의 장관이었다.
연합 보건부 장관으로서 그녀는 보팔 (마디아프라데시주), 부바네스와르 (오디샤주), 조드푸르 (라자스탄주), 파트나 (비하르주), 라이푸르 (차티스가르주)와 리시케시 (우타라칸드주)에서 6개의 전인도 의료소들을 세웠다.
2006년 4월 스와라지는 마드야프라데시주로부터 3번째로 라지 사바로 재선되었다.  그녀는 2009년 4월까지 라자 사바에서 야당의 대리 당수를 지냈다.

### 15회 로크 사바 야당 지도자
그녀는 400,000개 이상의 투표의 가장 높은 차이에 의하여 마드야프라데시주에서 비디샤 로크 사바 선거구로부터 15회 로크 사바를 위한 2009년 선거를 이겼다.  수시마 스와라지는 그해 12월 21일 랄 크리슈나 아드바니의 장소에서 15회 로크 사바에 야당의 당수가 되었고, 2014년 인도 총선에서 그녀의 당이 주요 승리를 거둔 그해 5월까지 이 직위를 유지하였다.

### 외무 장관

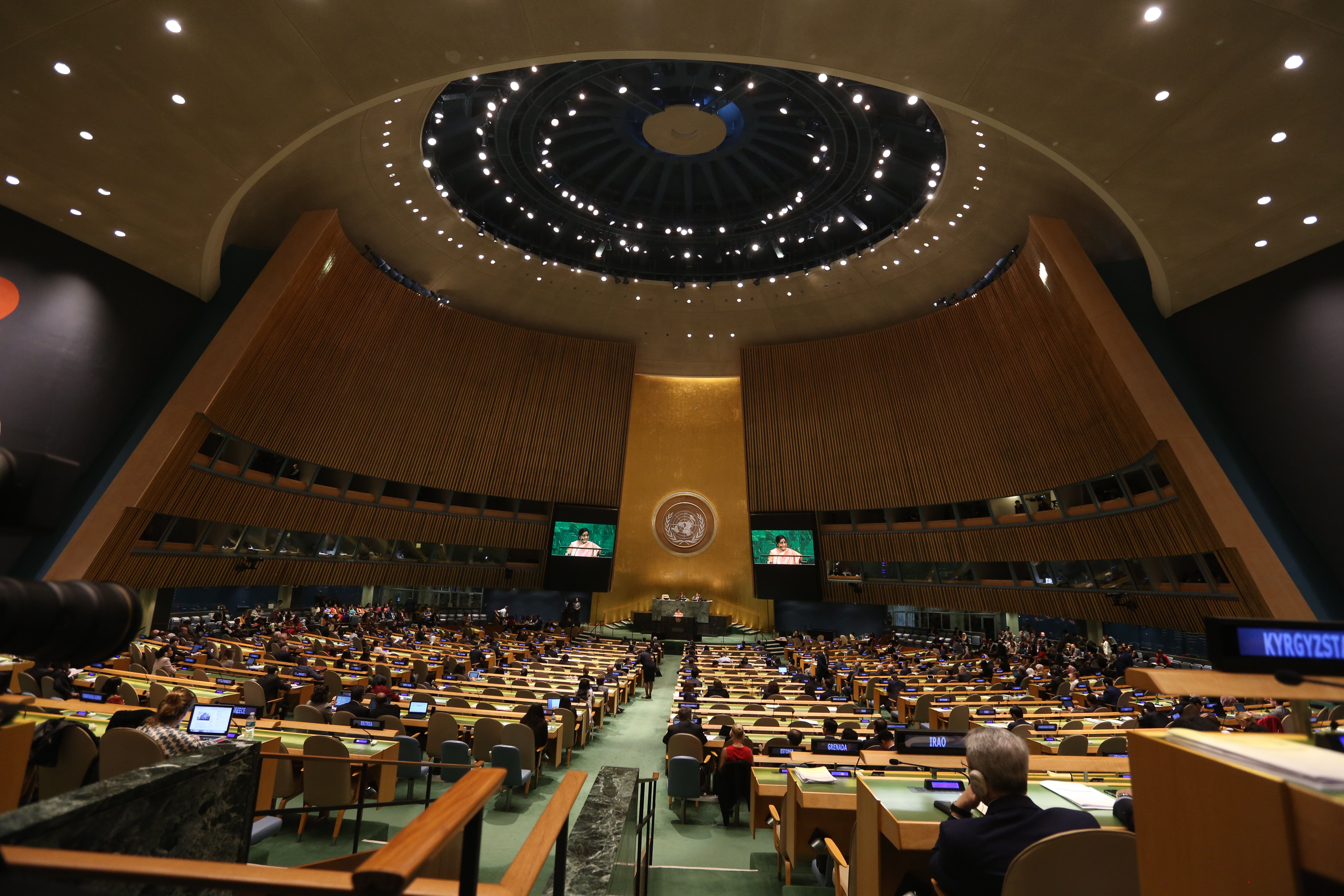
73차 유엔 총회에서 연설하는 스와라지 외무 장관

스와라지는 2014년 5월부터 2019년 5월까지 나렌드라 모디 총리 아래 인도의 외무 장관을 지냈다.  그녀는 인디라 간디 후에 이 직위를 보유하는 데 2번째 만의 여성이었다.
국민민주동맹 정부의 외무 장관을 지내는 동안 스와라지는 만약 2010년 이래 크리켓 스캔들에서 영국에 머물어 온 인도인 도망자 랄리트 모디가 포르투갈에서 자신의 부인의 수술에 참석하는 데 영국이 허락을 승인한다면 인도-영국 쌍무 관계에 관한 영국 정부에 의하여 자라온 명확한 질문을 향하여 반대 없는 증명서를 발행하였다.  그녀는 영국이 그들의 규칙들로서 모디의 요구를 시험해야 할 것을 영국 고등판무관으로 전달하였고, "만약 영국 정부가 랄리트 모디에게 여행 서류를 주기로 선택한다면, 그것은 우리의 쌍무 관계를 망치지 않을 것이다."라고 썼다.  하지만 어떤이들은 이 사건을 여행 비자 진행에서 랄리트 모디를 돕는 것으로 언급하였다.

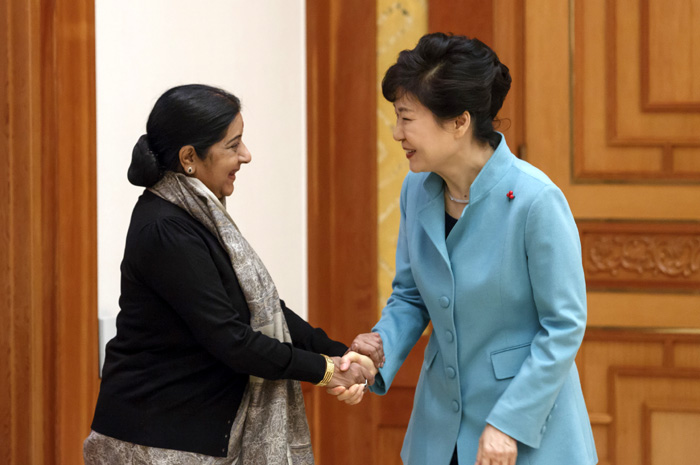
청와대에서 박근혜 대통령과 함께

2015년 8월 12일 인도 국민회의 당수 말리카르준 카르게는 이 관련에서 그녀의 주장된 지도의 이유로 수시마 스와라지의 사임을 추구하는 하원에서 연기 동의를 이동시켰다.  시초적으로 동의는 연설자에 의하여 거절되었으나 스와라지의 강조에 받아들여졌다.  동의에 끼어든 스와라지는 랄리트 모디의 거주 권리는 집행 이사회가 본국 송환 요구를 제출하지 않은 이래 취소되지 않았다고 뚜렷하게 하였다.  연기 동의는 이어서 구두 투표에 의하여 거절되었다.  스와라지는 2014년 그녀가 모디 총리에게 바가바드 기타를 인도의 국민적 책으로 선언하는 데 몰아낼 때 비판을 받았다.
외무 장관으로서 그녀는 당시 15년 동안 파키스탄에서 좌초되어 청각과 연설로 손상된 23세의 인도인 소녀 기타를 도로 데려오는 추축 같은 역할을 하였다.

## 수훈과 기록들
1977년 스와라지는 25세의 나이에 하리아나주 정부에서 최연소 내각 장관이 되었다.  1979년 그녀는 27세의 어린 나이에 하리아나주 인민당의 주립 회장이 되었다.  스와라지는 인도에서 국내 정당의 첫 여성 연설자였다.  그녀는 인도 인민당의 첫 여성 최고 장관, 연합 장관, 서기장, 연설자, 야당의 당수와 외무 장관으로서 자신의 명예들로 많은 1급들을 가지고 있다.  그녀는 현저한 의원상과 함께 인도 의회의 처음이자 단 하나의 여성 의원이다.  그녀는 4개의 주들로부터 11개의 직접 선거들을 경쟁하였다.  그녀는 4년 동안 하리아나주에서 힌디어 사히티아의 회장을 지냈다.
2019년 2월 19일 스와라지는 2015년 지진이 일어난 동안 네팔로부터 그 시민들을 철수시키는 인도의 성원의 인정에서 스페인 정부에 의하여 수여된 이름난 시민 공훈 훈장을 받아들였다.

## 개인 생활
1975년 7월 13일 긴급사태가 일어나는 동안 스와라지는 인도 대법원에서 동배이자 동료 주창자 스와라지 카우샬과 결혼하였다.  긴급사태 운동은 당시 사회주의 지도자 조지 페르난데스를 위하여 팀을 이룬 부부를 함께 데려왔다.  인도 대법원의 연장 주창자이자 형사 전문 변호사인 스와라지 카우샬도 또한 1990년부터 1993년까지 미조람주의 지사를 지냈다.  그는 1998년부터 2004년까지 국회 의원이었다.
부부는 옥스퍼드 대학교 졸업생이며 이너 템플에서 온 법정 변호사인 딸 반수리를 두었다.
수시마 스와라지의 누이 반다나 샤르마는 하리아나주에서 여자들을 위한 정부 대학에서 정치학의 부교수이다.  그의 남동생 굴샨 샤르마 박사는 암발라에 기지를 둔 아유르베다 의사이다.

## 사망
2019년 8월 6일 수시마 스와라지는 자신이 보고적으로 심근경색을 겪어 뉴델리의 전인도 의료소로 급행된 후에 심정지로 사망하였다.  다음날 그녀는 델리에 있는 로디 화장터에서 국장으로 치루어지면서 화장되었다.